# Edward Shack
Edward Steven Phillip Shack, surnommé The Entertainer, (né le 11 février 1937 à Sudbury, dans la province de l'Ontario au Canada, et mort le 25 juillet 2020) est un joueur professionnel canadien de hockey sur glace.

## Biographie
Eddie Shack commence sa carrière dans l'Association de hockey de l'Ontario - aujourd'hui Ligue de hockey de l'Ontario - pour les Biltmores de Guelph à l'âge de 15 ans. Il joue pendant cinq saisons avec les Biltlmores et réalise sa meilleure saison en 1956-1957 où il emmène son équipe à la Coupe Memorial en tant que meilleur passeur de l'association.
En 1957, il signe avec les Rangers de New York et joue la moitié de la saison avec l'équipe réserve de la franchise de LNH : les Reds de Providence de la Ligue américaine de hockey. Il fait ses débuts dans la LNH en 1958-1959 et connaît deux saisons quelconques.
En novembre 1961, il rejoint les Maple Leafs de Toronto et sa troisième ligne. Il occupe l'aile gauche pendant cinq saisons et devient un des joueurs préférés du public même s'il ne marque pas beaucoup. Lors de la saison 1965-1966, il joue sur la même ligne que Ron Ellis et Bob Pulford et inscrit 26 buts. Cette saison-là, les fans commencent à chanter « Clear The Track, Here Comes Shack » (Libérez le passage, voilà Shack).
Au cours de l'automne 1968, il rejoint les Bruins de Boston et joue aux côtés de Derek Sanderson et Wayne Cashman.
La saison suivante, il se blesse et il passe quatre saisons entre les Kings de Los Angeles, les Sabres de Buffalo et les Penguins de Pittsburgh. Finalement, ces derniers le revendent à Toronto pour la saison 1973-1974. Il prend sa retraite en 1975.
Il meurt le 25 juillet 2020 d'un cancer à Toronto.

## Statistiques
Pour les significations des abréviations, voir Statistiques du hockey sur glace.
| Saison     | Équipe                  | Ligue      |      | Saison régulière | Saison régulière | Saison régulière | Saison régulière | Saison régulière |   | Séries éliminatoires | Séries éliminatoires | Séries éliminatoires | Séries éliminatoires | Séries éliminatoires |
| Saison     | Équipe                  | Ligue      | PJ   | B                | A                | Pts              | Pun              | PJ               | B | A                    | Pts                  | Pun                  |                      |                      |
| 1952-1953  | Biltmores de Guelph     | AHO        | 21   | 2                | 6                | 8                | 0                |                  |   |                      |                      |                      |                      |                      |
| 1953-1954  | Biltmores de Guelph     | OHA        |      |                  |                  |                  |                  |                  |   |                      |                      |                      |                      |                      |
| 1954-1955  | Biltmores de Guelph     | OHA        | 19   | 6                | 7                | 13               | 0                |                  |   |                      |                      |                      |                      |                      |
| 1956-1957  | Biltmores de Guelph     | OHA        | 52   | 47               | 57               | 104              | 0                |                  |   |                      |                      |                      |                      |                      |
| 1957-1958  | Reds de Providence      | LAH        | 35   | 16               | 18               | 34               | 98               |                  |   |                      |                      |                      |                      |                      |
| 1958-1959  | Rangers de New York     | LNH        | 67   | 7                | 14               | 21               | 109              |                  |   |                      |                      |                      |                      |                      |
| 1959-1960  | Indians de Springfield  | LAH        | 9    | 3                | 4                | 7                | 10               |                  |   |                      |                      |                      |                      |                      |
| 1959-1960  | Rangers de New York     | LNH        | 62   | 8                | 10               | 18               | 110              |                  |   |                      |                      |                      |                      |                      |
| 1960-1961  | Rangers de New York     | LNH        | 12   | 1                | 2                | 3                | 17               |                  |   |                      |                      |                      |                      |                      |
| 1960-1961  | Maple Leafs de Toronto  | LNH        | 55   | 14               | 14               | 28               | 90               | 4                | 0 | 0                    | 0                    | 2                    |                      |                      |
| 1961-1962  | Maple Leafs de Toronto  | LNH        | 44   | 7                | 14               | 21               | 62               | 9                | 0 | 0                    | 0                    | 18                   |                      |                      |
| 1962-1963  | Maple Leafs de Toronto  | LNH        | 63   | 16               | 9                | 25               | 97               | 10               | 2 | 1                    | 3                    | 11                   |                      |                      |
| 1963-1964  | Maple Leafs de Toronto  | LNH        | 64   | 11               | 10               | 21               | 128              | 13               | 0 | 1                    | 1                    | 25                   |                      |                      |
| 1964-1965  | Maple Leafs de Toronto  | LNH        | 67   | 5                | 9                | 14               | 68               | 5                | 1 | 0                    | 1                    | 8                    |                      |                      |
| 1965-1966  | Americans de Rochester  | LAH        | 8    | 3                | 4                | 7                | 12               |                  |   |                      |                      |                      |                      |                      |
| 1965-1966  | Maple Leafs de Toronto  | LNH        | 63   | 26               | 17               | 43               | 88               | 4                | 2 | 1                    | 3                    | 33                   |                      |                      |
| 1966-1967  | Maple Leafs de Toronto  | LNH        | 63   | 11               | 14               | 25               | 58               | 8                | 0 | 0                    | 0                    | 8                    |                      |                      |
| 1967-1968  | Bruins de Boston        | LNH        | 70   | 23               | 19               | 42               | 107              | 4                | 0 | 1                    | 1                    | 6                    |                      |                      |
| 1968-1969  | Bruins de Boston        | LNH        | 50   | 11               | 11               | 22               | 74               | 9                | 0 | 2                    | 2                    | 23                   |                      |                      |
| 1969-1970  | Kings de Los Angeles    | LNH        | 73   | 22               | 12               | 34               | 115              |                  |   |                      |                      |                      |                      |                      |
| 1970-1971  | Kings de Los Angeles    | LNH        | 11   | 2                | 2                | 4                | 8                |                  |   |                      |                      |                      |                      |                      |
| 1970-1971  | Sabres de Buffalo       | LNH        | 56   | 25               | 17               | 42               | 93               |                  |   |                      |                      |                      |                      |                      |
| 1971-1972  | Sabres de Buffalo       | LNH        | 50   | 11               | 14               | 25               | 34               |                  |   |                      |                      |                      |                      |                      |
| 1971-1972  | Penguins de Pittsburgh  | LNH        | 18   | 5                | 9                | 14               | 12               | 4                | 0 | 1                    | 1                    | 15                   |                      |                      |
| 1972-1973  | Penguins de Pittsburgh  | LNH        | 74   | 25               | 20               | 45               | 84               |                  |   |                      |                      |                      |                      |                      |
| 1973-1974  | Maple Leafs de Toronto  | LNH        | 59   | 7                | 8                | 15               | 74               | 4                | 1 | 0                    | 1                    | 2                    |                      |                      |
| 1974-1975  | Blazers d'Oklahoma City | LCH        | 8    | 3                | 4                | 7                | 10               |                  |   |                      |                      |                      |                      |                      |
| 1974-1975  | Maple Leafs de Toronto  | LNH        | 26   | 2                | 1                | 3                | 11               |                  |   |                      |                      |                      |                      |                      |
| 1976-1977  | Warriors de Whitby      | OHA Sr.    | 9    | 5                | 4                | 9                | 8                |                  |   |                      |                      |                      |                      |                      |
| Totaux LNH | Totaux LNH              | Totaux LNH | 1047 | 239              | 226              | 465              | 1439             | 74               | 6 | 7                    | 13                   | 151                  |                      |                      |

## Récompenses
- Coupe Stanley en 1962, 1963, 1964 et 1967. En 1963, il inscrit le but vainqueur de la Coupe.
- 16e, 17e et 18e Match des étoiles de la LNH. Lors du 16e match, en 1962, il est élu MVP du match. C'est la première fois qu'un MVP est désigné.
- Second joueur de la LNH à marquer au minimum 20 buts pour cinq franchises différentes.